# Tadeusz Gajcy

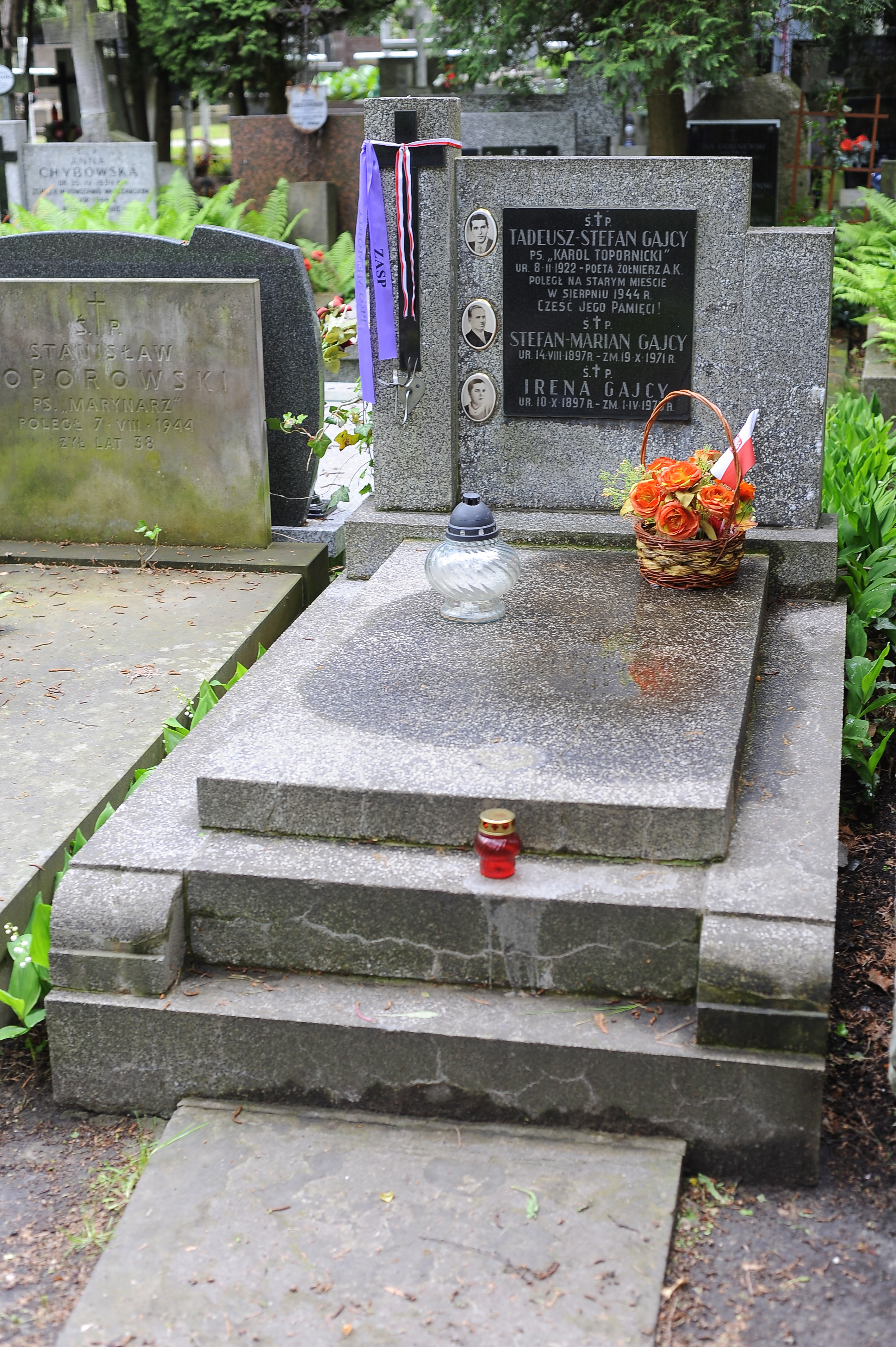
Tombe de Gajcy au Cimetière militaire de Powązki

Tadeusz Stefan Gajcy (8 février 1922- 16 août 1944) était un poète polonais. Il s'était engagé dans l'Armia Krajowa et est mort à 22 ans.
Il a cofondé et édité Sztuka i Naród, un magazine littéraire clandestin.  Il a fait ses débuts dans la presse clandestine en 1942 et il est considéré comme le plus remarquable de la "génération des Colombs", après Krzysztof Kamil Baczyński.
Tout comme Baczyński, Gajcy est mort pendant l'Insurrection de Varsovie d'août-octobre 1944.
Le 2 août 2009, le Président Lech Kaczyński lui accorda à titre posthume la Croix de Commandeur de l'Ordre Polonia Restituta pour sa contribution remarquable à l'indépendance de la République polonaise et pour ses apports au développement de la culture polonaise.